# Тоурак
Тоура́к (рос. Тоурак) — село у складі Алтайського району Алтайського краю, Росія. Входить до складу Куячинської сільської ради.

## Населення
Населення — 364 особи (2010; 453 у 2002).
Національний склад (станом на 2002 рік):
- росіяни — 98 %